# 颜村村
颜村村是中华人民共和国广东省广州市从化区太平镇所辖的一个行政村。村委会设在颜村，位于太平圩北面约7.5千米。在1979年从钱岗村中分出，因驻在颜村，故取名颜村大队。1983年12月重新并入钱岗乡，1987年1月分出改称村。辖3条自然村（颜村、半边山、西庄）。1998年时，全村共有239户，人口1125人。